# 锡达希尔斯 (犹他州)
锡达希尔斯（英語：Cedar Hills）是美国犹他州犹他县下属的一座城市。面积大约为2.76平方英里（7.1平方公里），海拔约为4,957英尺（1,511米）。根据2010年美国人口普查，该市有人口9,796人。